# Roma-Ostia
La Roma-Ostia è una gara di atletica leggera su strada, la cui prima edizione si è tenuta nel 1974. Si svolge oggi sulla distanza della mezza maratona (21,0975 km), con partenza dall'EUR (si percorre gran parte di Via Cristoforo Colombo) e arrivo sul litorale romano di Ostia, il mare di Roma. Organizzata dal GS Bancari Romani di Roma dal 2018 in partnership con RCS Sport.
Dalla 44ª edizione (marzo 2018) RCS Sport diventa partner organizzativo dell’evento con gli storici organizzatori del GS Bancari Romani con competenze specifiche in comunicazione, marketing, sponsorship e di promozione sul territorio nazionale.
La Roma Ostia è nata il 31 marzo del 1974, allora la distanza da percorrere era di 28 chilometri, e gli atleti classificati 313 assoluti e 212 bancari, perché la gara, per le prime cinque edizioni fu campionato italiano interbancario di “maratonina”.
Oggi, giunta alla cinquantesima edizione (2025), è una delle gare più longeve in Italia, ed è la più partecipata sia in assoluto e sia da parte degli atleti italiani. La distanza è quella classica della mezza maratona (21,0975 km) ed il percorso, pur non pianeggiante è molto veloce, particolare che l’ha resa una gara amata dai podisti, che spesso qui, percorrendo la via che porta dalla Capitale al mare, hanno realizzato il loro record.
Una lista infinita di nomi e di volti hanno contribuito a fare la storia della RomaOstia. Da Umberto Risi, vincitore della prima edizione, a Marco Marchei (che ha trionfato nell’edizione del 1979 e del 1980) da Steve Jones nel 1985 primatista del mondo di Maratona a Robert Cheruyot vincitore quattro volte della maratona di Boston come l’americano Bill Rodgers; infine il Campione Olimpico in carica Stefano Baldini, vincitore nell’edizione del 1997 con il record italiano di 60.56 e terzo classificato nel 2003 e 2004, in quest’ultima occasione sei mesi prima dello splendido trionfo ad Atene, dietro a Paul Kirui, successivamente campione mondiale di mezza maratona a New Delhi. Fra le donne nella Roma Ostia si sono distinte quattro delle migliori atlete italiane di lunga lena: Gloria Marconi, la fiorentina ha due primi posti nel 2002 e 2003 con l’ottimo tempo di 69.25, seconda nel 2001 e terza nel 2006. Rosaria Console, la pugliese tesserata per le Fiamme Gialle, nella RomaOstia ha questo splendido curriculum: prima nel 2005 con 69.34, che fu per tanti mesi il miglior tempo al mondo sulla mezza maratona, 2ª nel 2003, 2ª nel 2006, 2ª nel 2010, 3ª nel 2004 e 4ª nel 2009. Anna Incerti, campionessa europea di Maratona a Barcellona 2010, vanta due primi posti nella RomaOstia del 2008 e 2011, 2ª nel 2004, 3ª nel 2007 e 5ª nel 2012 quando registrò il tempo di 68.18, migliore dell’attuale record italiano di Nadia Ejjafini di 68.27, ma non omologato per la regola assurda del “point to point”. Infine la primatista italiana di maratona Valeria Straneo, argento mondiale di maratona a Mosca 2013, che nella Roma Ostia del 2012 arrivò 4ª in 67.46, che da dieci anni sarebbe il record italiano di mezza maratona, non ci fosse stata la regola appena accennata per la Incerti. Dal 2001 per gli uomini, Giuliano Battocletti, e dal 2011 per le donne, Anna Incerti, non c’è stato più un italiano, uomo o donna che abbia vinto la Roma Ostia. Attualmente i record della gara sono tutti recenti, datati 2022, con il keniano Sebastian Sawe che il 6 marzo 2022 ha corso in 58.02 secondo tempo al mondo 2022 sulla mezza maratona e la keniana Irene Kimais 66.03 nella stessa gara.
Ma l’anima autentica della Roma Ostia pulsa da sempre nel cuore degli amatori. Con il suo record di oltre 12.000 iscritti e 11.000 classificati nel 2015, rappresenta la gara in assoluto più partecipata dagli atleti della nostra penisola, maratone comprese.
Nel libro sulla Roma Ostia “Una corsa una vita” scritto dal presidente della Roma Ostia Luciano Duchi fin dalla prima edizione del 31 marzo 1974, troverete i ricordi legati a trenta edizioni della Roma-Ostia, a tanti personaggi, luoghi ed eventi che hanno animato il mondo dell’atletica romana e non in questo periodo. 
Il testo snocciola con puntiglio risultati e record di questo o quell’atleta, sia che si tratti di un top runner o di un comune appassionato; parla della nascita e della morte di molti eventi sportivi, dei trionfi e delle sconfitte di tanti personaggi illustri, ma fornisce soprattutto una visione appassionata di ciò che è stato vissuto dall’autore negli ultimi trent’anni: orgoglio, rabbia, gioia, sconforto, emozione. Chi ne vuole sapere di più, può richiedere gratuitamente i primi tre volumi della collana “Enciclopedia Ducani”, con la storia del nostro presidente dal 1939 al 1999. 

## Albo d'oro

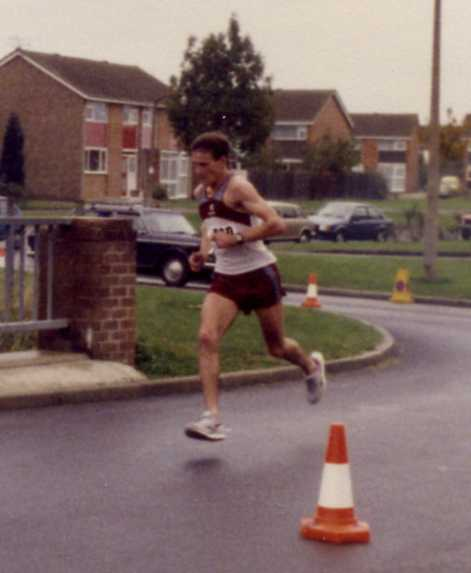
Steve Jones, primo vincitore straniero della Roma-Ostia.

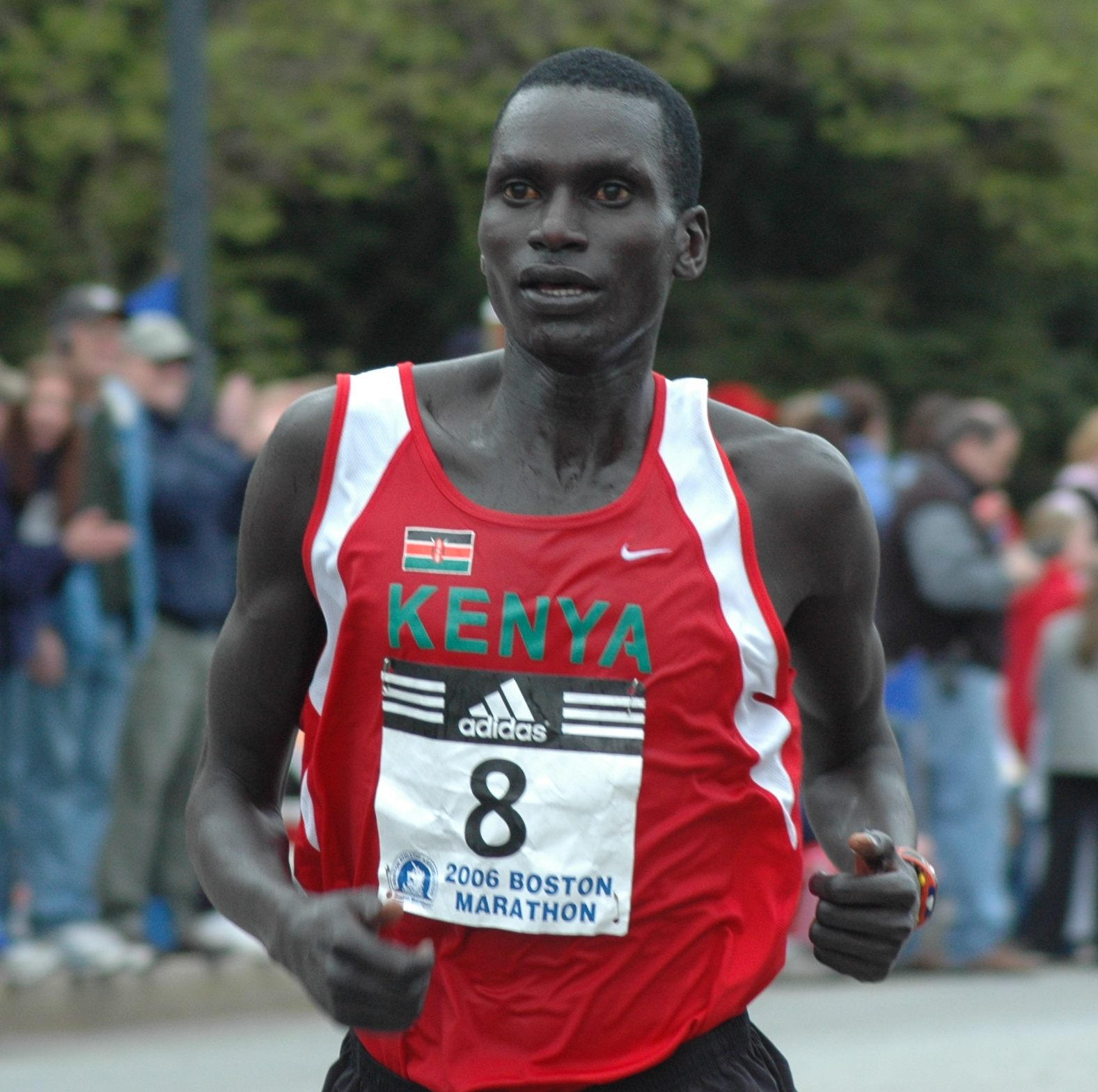
Robert Kipkoech Cheruiyot, vincitore nel 2002

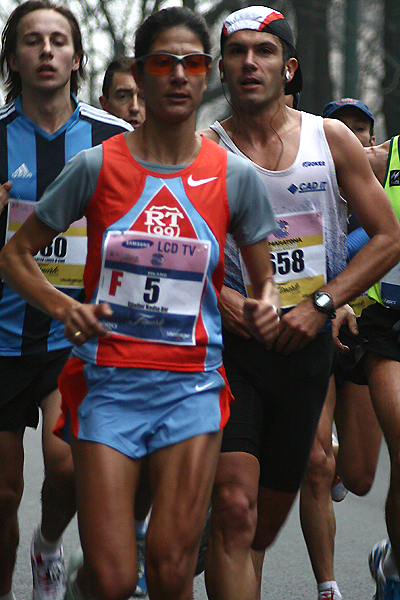
Nadia Ejjafini, prima di diventare italiana, vinse nel 2006 per il Bahrein.

Sono evidenziati il record della corsa (in verde), e la gara corsa su una distanza diversa dalla mezza maratona (in salmone). 
| Edizione | Anno | Vincitore uomini          | Tempo                   | Vincitrice donne        | Tempo                   |
| -------- | ---- | ------------------------- | ----------------------- | ----------------------- | ----------------------- |
| I        | 1974 | Umberto Risi              | 1h28'54"                | Manuela Mausoli         | 2h05'59"                |
| II       | 1975 | Paolo Accaputo            | 1h29'46"                | Maria Pirozzi           | 2h07'23"                |
| III      | 1976 | Alessandro Cervigni       | 1h27'55"                | Adriana Pedaletti       | 2h06'43"                |
| IV       | 1977 | Antonio Erotavo           | 1h27'42"                | Adriana Pedaletti       | 2h05'38"                |
| V        | 1978 | Umberto Risi              | 1h31'47"                | Chiara Castellani       | 2h07'17"                |
| VI       | 1979 | Marco Marchei             | 1h27'10"                | Maura Bertetto          | 2h07'55"                |
| VII      | 1980 | Marco Marchei             | 1h34'01"                | Rossana Matrella        | 2h11'46"                |
| VIII     | 1981 | Dereje Nedi               | 1h21'20"                | Silvana Cruciata        | 1h42'06"                |
| —        | 1982 | Non disputata             | Non disputata           | Non disputata           | Non disputata           |
| IX       | 1983 | Bernard Ford              | 1h24'30"                | Rita Marchisio          | 1h38'53"                |
| X        | 1984 | Salvatore Nicosia         | 1h25'04"                | Silvana Cruciata        | 1h40'56"                |
| XI       | 1985 | Steve Jones               | 1h26'25"                | Maria Curatolo          | 1h43'13"                |
| XII      | 1986 | Loris Pimazzoni           | 1h34'13"                | Angela Hulley           | 1h50'13"                |
| XIII     | 1987 | Salvatore Nicosia         | 1h02'12"                | Silvana Cucchietti      | 1h14'32"                |
| XIV      | 1988 | El Mostafa Nechchadi      | 1h04'32"                | Glynis Penny            | 1h15'02"                |
| XV       | 1989 | Carl Thackery             | 1h02'10"                | Graziella Striuli       | 1h14'35"                |
| XVI      | 1990 | Carl Thackery             | 1h01'44"                | Rakiya Maraoui          | 1h14'56"                |
| XVII     | 1991 | Juma Mnyampanda           | 1h02'34"                | Izabela Zatorska        | 1h13'02"                |
| XVIII    | 1992 | Andrew Masai              | 1h02'18"                | Anna Villani            | 1h12'12"                |
| XIX      | 1993 | Andrew Masai              | 1h02'23"                | Anna Villani            | 1h12'34"                |
| XX       | 1994 | Saïd Ermili               | 1h02'27"                | Tatiana Oussacheva      | 1h14'59"                |
| XXI      | 1995 | Giovanni Ruggiero         | 1h02'53"                | Rosanna Munerotto       | 1h11'36"                |
| XXII     | 1996 | Philemon Kipkering Metto  | 1h01'53"                | Patrizia Ritondo        | 1h13'07"                |
| XXIII    | 1997 | Stefano Baldini           | 1h00'56"                | Rosanna Munerotto       | 1h12'50"                |
| XXIV     | 1998 | Philip Chirchir           | 1h02'23"                | Franca Fiacconi         | 1h13'19"                |
| —        | 1999 | Non disputata             | Non disputata           | Non disputata           | Non disputata           |
| XXV      | 2000 | Francesco Ingargiola      | 1h01'19"                | Maura Viceconte         | 1h11'07"                |
| XXVI     | 2001 | Giuliano Battocletti      | 1h02'24"                | Tiziana Alagia          | 1h11'29"                |
| XXVII    | 2002 | Robert Kipkoech Cheruiyot | 1h00'06"                | Gloria Marconi          | 1h11'31"                |
| XXVIII   | 2003 | Boniface Usisivu          | 1h01'13"                | Gloria Marconi          | 1h09'25"                |
| XXIX     | 2004 | Paul Kirui                | 1h00'22"                | Hafida Izem             | 1h10'39"                |
| XXX      | 2005 | James Kwambai             | 1h00'45"                | Rosaria Console         | 1h09'34"                |
| XXXI     | 2006 | William Todoo Rotich      | 1h00'12"                | Nadia Ejjafini          | 1h10'43"                |
| XXXII    | 2007 | Benson Barus              | 1h00'18"                | Souad Aït Salem         | 1h10'29"                |
| XXXIII   | 2008 | Jonathan Kosgei Kipkorir  | 1h00'19"                | Souad Aït Salem         | 1h09'15"                |
| XXXIV    | 2009 | Elijah Keitany            | 1h00'59"                | Anna Incerti            | 1h09'24"                |
| XXXV     | 2010 | Peter Kimeli              | 1h01'51"                | Alice Timbilil          | 1h10'34"                |
| XXXVI    | 2011 | Tujuba Beyu Mergesa       | 59'58"                  | Anna Incerti            | 1h09'06"                |
| XXXVII   | 2012 | Limo Pilemon Kimeli       | 59'32"                  | Florence Kiplagat       | 1h06'38"                |
| XXXVIII  | 2013 | Wilson Kiprop             | 59'15"                  | Daniel Flomena Cheyech  | 1h07'39"                |
| XXXIX    | 2014 | Aziz Lahbabi              | 59'25"                  | Caroline J. Chepkwony   | 1h08'48"                |
| XL       | 2015 | Robert Kwemoi Chemosin    | 59'37"                  | Amane Beriso            | 1h08'43"                |
| XLI      | 2016 | Solomon Kirwa Yego        | 58'44"                  | Worknesh Degefa Debele  | 1h07'08"                |
| XLII     | 2017 | Guye Adola                | 59'18"                  | Gladys Cherono          | 1h07'01"                |
| XLIII    | 2018 | Galen Rupp                | 59'47"                  | Hfatamenesh Haylu       | 1h09'02"                |
| XLIV     | 2019 | Guye Adola                | 1h00'17"                | Lonah Chemtai Salpeter  | 1h06'40"                |
| —        | 2020 | Non disputata per COVID   | Non disputata per COVID | Non disputata per COVID | Non disputata per COVID |
| XLV      | 2021 | Abdisa Tola               | 59'54"                  | Joyce Chepkemoi Tele    | 1h06'35"                |
| XLVI     | 2022 | Sabastian Kimaru Sawe     | 58'02"                  | Irene Kimais            | 1h06'03"                |
| XLVII    | 2023 | Isaac Kipkemboi           | 59'17"                  | Dorcas Tuitoek          | 1h06'21"                |